# シトロエン・Cエアドリーム
シトロエン・Cエアドリーム (Citroën C-Airdream)は、フランスの自動車メーカーPSAプジョー・シトロエンのシトロエン部門によって開発されたコンセプトカーで、2002年のパリモーターショーで初公開されました。  エアドリームは非常に細身でとてもエアロダイナミックなデザインになっています。

## 概要
Cエアドリームには3.0リッター 過給機のない直列6気筒エンジンが搭載されており、最高出力210馬力(157kW)、最大トルク260N・m(192ポンド・フィート)を発生します。
2ドアのCエアドリームには、全面ガラス張りの屋根を備えた空力性能に優れたデザインが施され、空気抵抗係数は0.28と低くなっています。インテリアには、フットペダルやギアシフトレバーがなく、代わりにすべての運転操作はステアリングホイールに集約されたドライブ・バイ・ワイヤー方式のコントロールで行われる。
サスペンションにはハイドラクティブ3が搭載されていた。